# Louise Viger
Louise Viger (1940 - 2018) foi uma escultora canadiana.
Viger é bacharel em artes visuais pela Laval University e tem um mestrado em Belas Artes pela Concordia University. O seu trabalho encontra-se incluído nas colecções do Musée national des beaux-arts du Québec e da cidade de Montreal.